# San Andrés (Asieso)

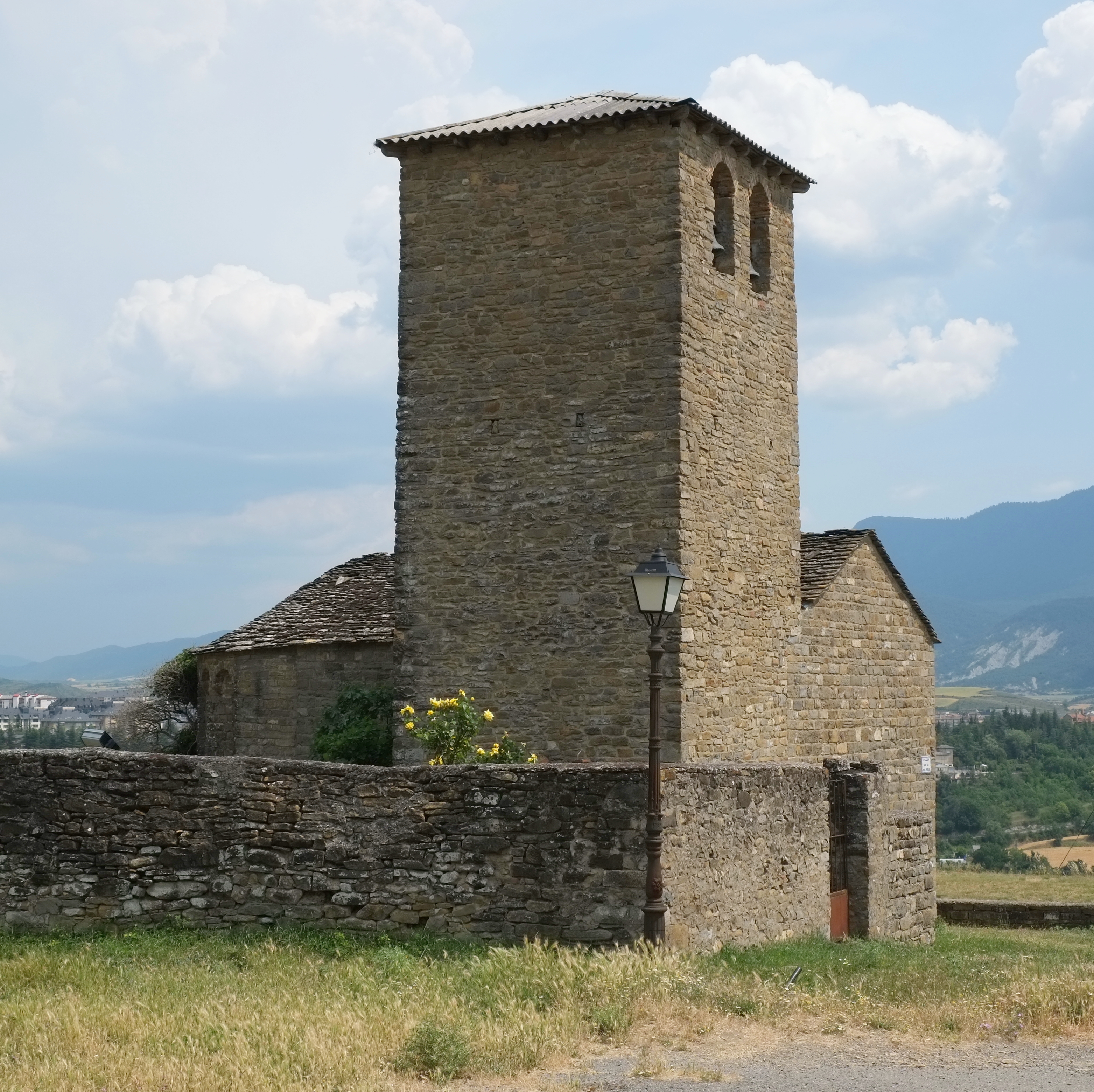
Pfarrkirche San Andrés

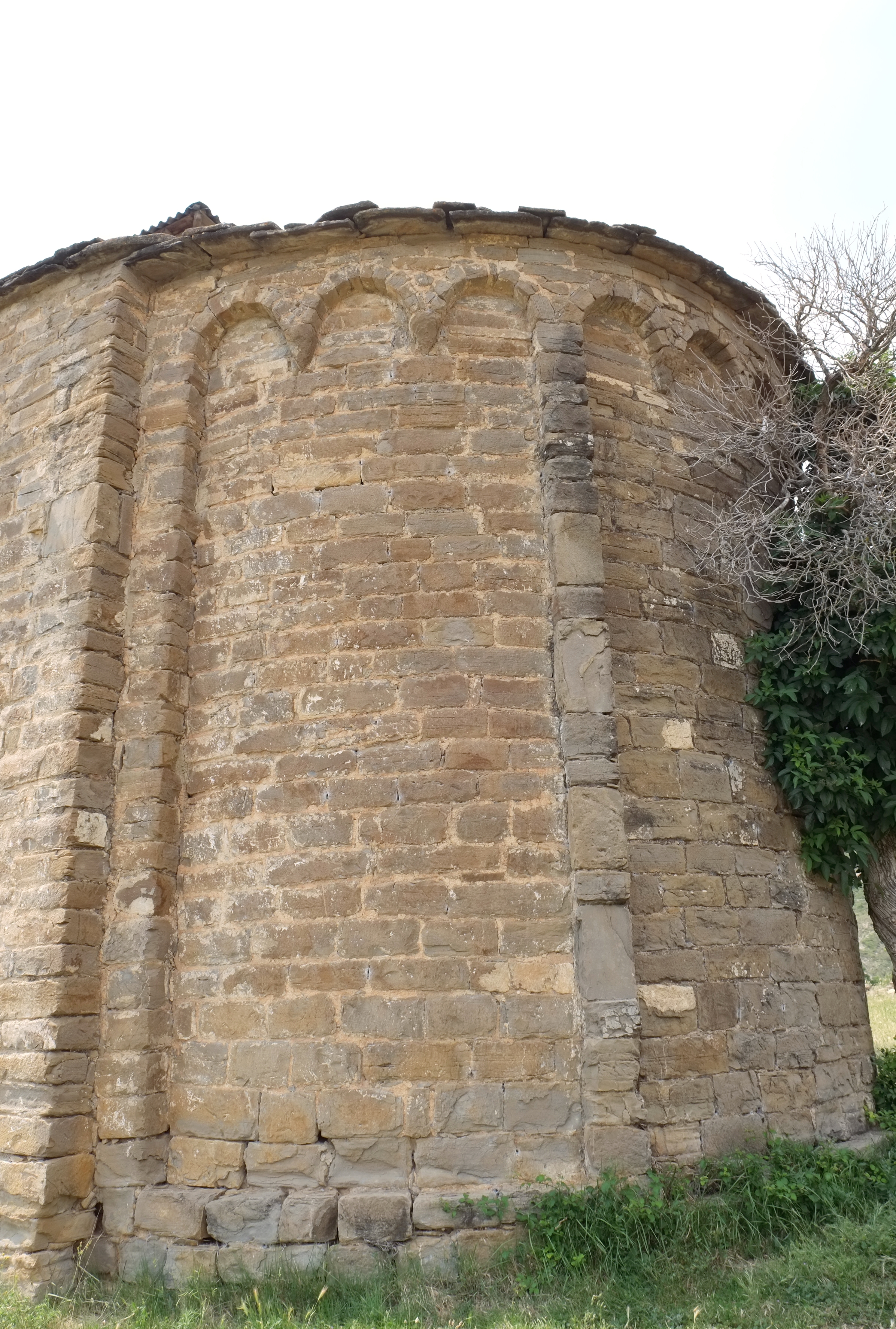
Blendbögen an der Apsis

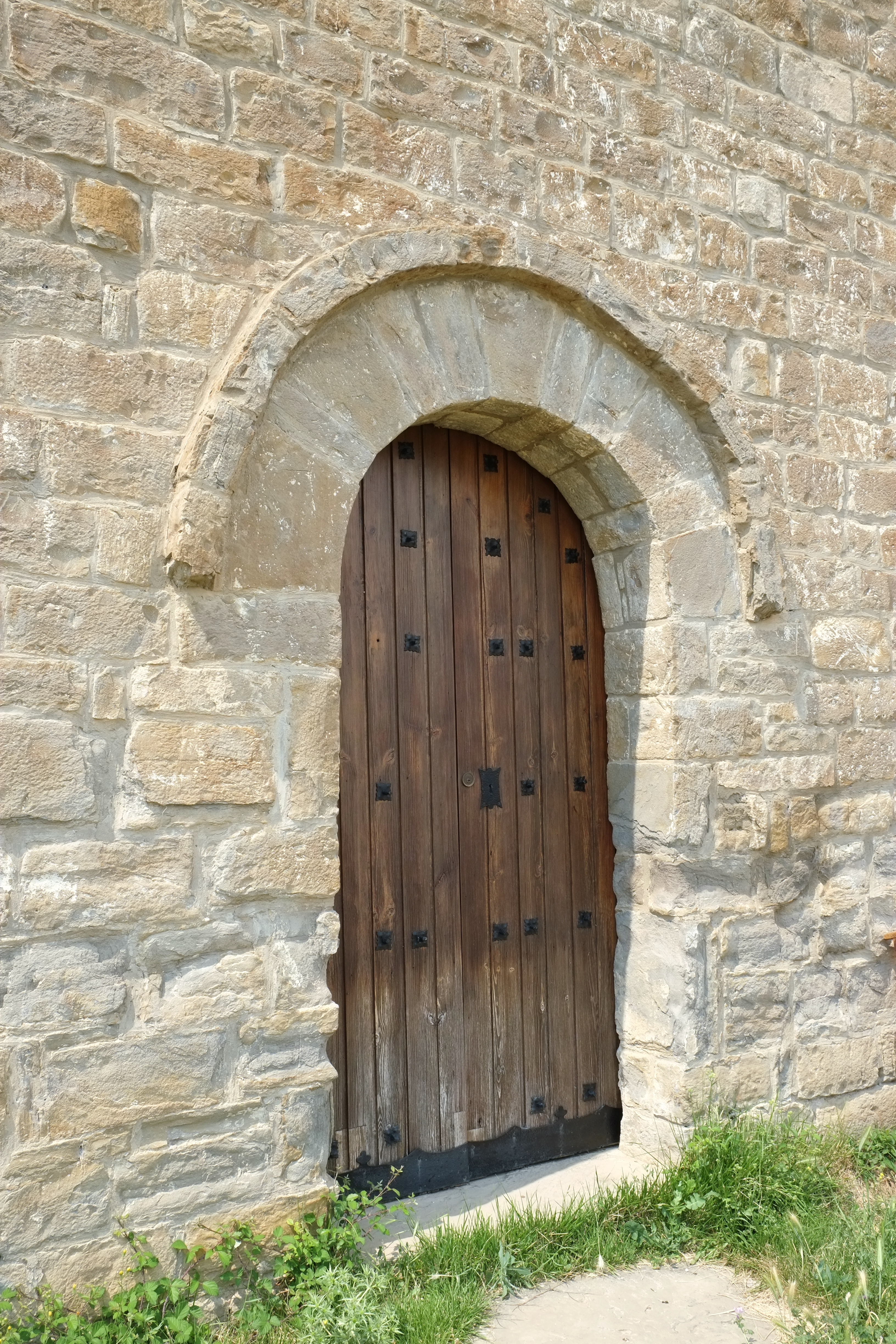
Portal

Die römisch-katholische Pfarrkirche San Andrés (früher San Martín) in Asieso, einem Ortsteil von Jaca (Municipio), dem Hauptort der Jacetania in der Provinz Huesca der spanischen Autonomen Gemeinschaft Aragón, ist eine romanische Kirche aus der Mitte des 12. Jahrhunderts. Wie aus einem Taufbuch aus dem Jahr 1752 hervorgeht, wurde die Kirche im Jahr 1156 durch Bischof Dodón von Jaca geweiht. Ursprünglich war die Kirche dem Patrozinium Martin von Tours unterstellt. Im 17. Jahrhundert fand ein Wechsel des Patroziniums zum Apostel Andreas statt.

## Architektur

### Außenbau
Der massive Turm an der Nordseite des Langhauses wurde im 17. Jahrhundert errichtet. Die Apsis wird durch vier Lisenen und elf Blendarkaden (in der Mitte fünf und seitlich je drei) gegliedert. In die Südseite des Langhauses, in deren Mitte sich ein Rundbogenportal zum Innenraum öffnet, sind oben zwei schmale, schießschartenartige Rundbogenfenster eingeschnitten.

### Innenraum
Der Innenraum besteht aus einem einschiffigen, rechteckigen Langhaus, einem leicht eingezogenen, mit einer Quertonne gewölbten Chor und einer halbrund geschlossenen Apsis. Die Apsis wird von einer Kalotte gedeckt und an ihrer Ostseite von einem kleinen Rundbogenfenster, ähnlich denen des südlichen Langhauses, durchbrochen. Das Langhaus besitzt ein hölzernes Satteldach.

## Ausstattung
- An der Südwand des Langhauses, neben dem Portal, ist ein zu einem Weihwasserbecken umgearbeitetes romanisches Kapitell angebracht. Auf dem Kapitell ist Daniel in der Löwengrube dargestellt, ein häufiges Motiv, das man auch in der Kathedrale von Jaca und im Kloster San Juan de la Peña wiederfindet. Inmitten von vier Löwen sitzt eine betende Person.
- An der Westwand des Langhauses, unter den Resten des ursprünglichen Portals, steht das rechteckige, sarkophagartige Taufbecken. Seine Vorderseite ist mit Ritzzeichnungen verziert, auf denen zwei Pentagramme, ein Stabkreuz und ein großes, in einen Achterstern eingeschriebenes Kreuz dargestellt sind.